# Saint-Étienne-du-Vauvray
Saint-Étienne-du-Vauvray is een gemeente in het Franse departement Eure (regio Normandië) en telt 688 inwoners (1999). De plaats maakt deel uit van het arrondissement Les Andelys.

## Geografie
De oppervlakte van Saint-Étienne-du-Vauvray bedraagt 8,8 km², de bevolkingsdichtheid is 78,2 inwoners per km².
De onderstaande kaart toont de ligging van Saint-Étienne-du-Vauvray met de belangrijkste infrastructuur en aangrenzende gemeenten.

## Demografie
Onderstaande figuur toont het verloop van het inwonertal (bron: INSEE-tellingen).